# 上斯圖爾茨維爾 (新澤西州)
上斯圖爾茨維爾（英語：Upper Stewartsville）是位於美國新澤西州沃倫縣的普查規定居民點。

## 人口
根據2020年美國人口普查的數據，上斯圖爾茨維爾的面積為0.91平方千米，皆為陸地。當地共有人口329人，而人口密度為每平方千米361.54人。